# Até que a Vida nos Separe
Até que a Vida nos Separe, a veces denominada en Brasil como Até a Amizade nos Separar, es una película dramática brasileña de 1999 dirigida por José Zaragoza.

## Trama
La película muestra a un grupo de treintañeros paulistanos y sus relaciones con la enfermedad, el trabajo y el sexo.

## Elenco
- Murilo Benício como Tônio
- Alexandre Borges como João
- Norton Nascimento como Pedro
- Júlia Lemmertz como Maria
- Betty Gofman como Lulu
- Marco Ricca como Paulo
- Danielle Winits como Rosy
- Darlene Glória como Mãe de João
- Rosaly Papadopol como Marly
- Irene Ravache como Mãe de Maria
- Luiz Serra como Padrasto de João
- João Acaiabe como Pai de Pedro
- Antonio Petrin como Pai de Paula

## Producción
La película contó con un presupuesto de 4 millones de reales. La película fue patrocinada por Kaiser, la Ley Audiovisual, Volkswagen, Petrobrás y Sadia.

## Recepción
En el Gran Premio Cinema Brasil, Murilo Benício recibió una nominación al premio en la categoría de mejor actor y Júlia Lemmertz recibió una nominación al premio en la categoría de Mejor Actriz..
En el Festival de Cine Brasileño de Miami, Marco Ricca y Betty Goffman recibieron el premio Lente de Cristal al mejor actor de reparto y a la mejor actriz de reparto, respectivamente.